# Мустафа Бакија
Мустафа Бакија (алб. Mustafa Bakija; Ђаковица, 1920 — Призрен, 12. мај 1944) био је учесник Народноослободилачке борбе и народни херој Југославије.

## Биографија
Рођен је 1920. године у Ђаковици.
Пре Другог светског рата је изучио кројачки занат и радио као кројачки радник.
Учесник Народноослободилачке борбе и члан Савеза комунистичке омладине Југославије (СКОЈ) је од 1942. године. У чланство Комунистичке партије Југославије (КПЈ) примљен је 1943. године.
Као активни сарадник Народноослободилачког покрета, почетком 1943. године је био ухапшен и послат у концентрациони логор „Порто романо“ у Албанији. После капитулације Италије, септембра 1943. године, вратио се на Косово и Метохију и наставио да учествује у Народноослободилачкој борби.
Погинуо је 12. маја 1944. године у борби с полицијски агентима у Призрену.
Указом Президијума Народне скупштине ФНР Југославије 14. децембра 1949. проглашен је за народног хероја.

## Галерија
- Орден народног хероја